# Babcock Wanson
Pour les articles homonymes, voir Babcock.
Ne doit pas être confondu avec Babcock & Wilcox.

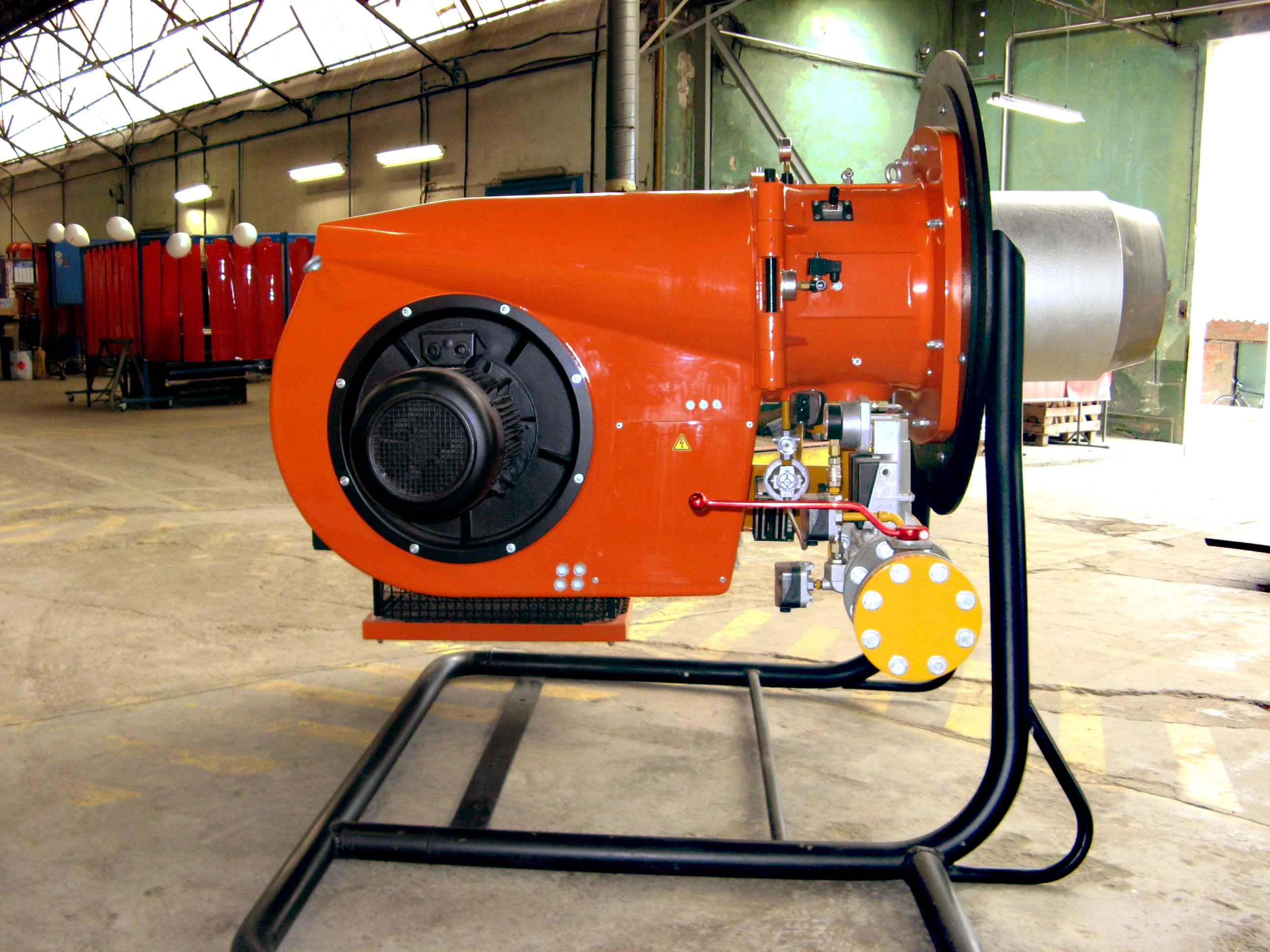
Un produit Babcock Wanson.

Babcock Wanson est une entreprise de taille intermédiaire (ETI) dans le domaine des chaufferies industrielles : chaudières industrielles, brûleurs industriels, traitement des composants organiques volatiles (COV), traitement de l’eau, chauffage des procédés et locaux pour tous les secteurs industriels. 
La société Babcock Wanson est située à Nérac en Lot-et-Garonne. Babcock Wanson est présent en France, au Royaume-Uni, aux Pays-Bas, en Espagne, en Italie, au Portugal et en Pologne et génère un chiffre d'affaires annuel d'environ 90 millions d'euros. Employant 573 personnes, Babcock Wanson compte deux sites de production, l'un à Nérac (Lot-et-Garonne) et l'autre à Cavenago en Italie. 
Fondée en 1898 par Alfred Parent, Babcock Wanson se focalise dans la maintenance, le suivi et l’optimisation des chaufferies industrielles. 
Le 20 juillet 2016, Babcock Wanson prend son indépendance vis-à-vis de CNIM, qui a cherché un repreneur capable d’investir pour assurer la croissance de l’entreprise. Ce partenaire est le Fonds de consolidation et de développement des entreprises (FCDE). Ce projet de cession permet à Babcock Wanson de poursuivre son développement international.

## Babcock Wanson, duXIXeauXXIesiècle
C’est en 1898 que l’ancêtre de Babcock Wanson, la Société Française des constructions Babcock & Wilcox, a été fondé. Une vingtaine d’années après, Léo Wanson créé la société Wanson le 24 janvier 1929, appelé au départ C.M.T (Construction de Matériel Thermique). Cette même année, Léon Wanson a lancé une revue, La Chaufferie, devenue après la guerre le Bulletin Wanson.
Léon Wanson raconte dans son livre mémoire Au fil de la plume qu’en 1931, son ami depuis toujours, Alfred Parent lui suggéra de trouver un emblème caractérisant l’entreprise. Il est dit qu’un jour, un ami proche le compara à un bison en référence à sa stature et à son énergie. Flatté de cette comparaison, c’est donc sans surprise que son choix se dirigea vers cet animal qui est, comme il est cité dans le livre, « un animal puissant et qui fonce ».
C’est donc en 1951 qu’Alfred Parent créé à son tour la société Parent basée à Nérac (Lot et Garonne) dans le Sud de la France et il a ainsi fallu attendre l’année 1987 pour que la société Parent intègre le Groupe Wanson.
C’est en 1988 que Babcock Entreprise est créée par le regroupement de la société Babcock & Wilcox avec la Société Lardet-Babcock pour qu’en 1989, Babcock Entreprise devienne filiale à 100 % du Groupe CNIM. Cependant en 1990, le CNIM prend possession de l’entreprise Wanson d'où Babcock-Wanson est créée.
Au fil des années, Babcock Wanson s’est internationalisée avec, en 1992, l’acquisition de la société Italienne Italwanson qui devient Babcock Wanson Italiana et en 1998, la création d’une nouvelle filiale en Europe Centrale sous le nom de Cnim Bacock Central Europe. Une nouvelle société est également créée aux États-Unis et enfin en 2008, CYP Babcock Wanson qui se situe en Espagne change de nom pour devenir Babcock Wanson España.
Enfin en 2016, Babcock Wanson prend son indépendance avec le soutien financier indispensable du FCDE et se lance dans une aventure de plus en plus orientée vers l’international et la croissance.

## Babcock Wanson aujourd'hui
L'entreprise emploie environ 600 employés, dont plus de la moitié dédiée à l'après-vente et aux services. L’entreprise continue à s’internationaliser, composée de 9 sociétés ainsi qu’un réseau mondial de partenaires techniques et commerciaux.

## Usines
Les deux principales usines de production se situent en Italie à Cavenago et en France à Nérac :
- Usine de Nérac (France)[13]: 
  - Taille : 48 000 m2
  - Production : 130 chaudières par an – 200 brûleurs
  - Effectifs : 160 employés
  - Construite en 1947

- Usine de Cavenago (Italie)[14] :
  - Taille : 30 000 m2
  - Production : 300 chaudières + 15 oxydateurs thermiques
  - Effectifs : 160 employés
  - Construite en 1973

### Filiales
Babcock Wanson compte 8 filiales en Europe, qui sont elles-mêmes déclinées en agences situées dans les bassins industriels.

## Gouvernance
Le FCDE a acquis le 20 juillet 2016 Babcock Wanson qui appartenait alors au groupe CNIM. Elle entend accompagner Babcock Wanson vers une nouvelle étape de son développement en lui permettant de bénéficier des ressources nécessaires au soutien de sa croissance future et au maintien de sa compétitivité. 
Le FCDE est un fonds d’investissement français réunissant les principales institutions financières intervenant en France (Bpifrance, banques et entreprises d’assurance). 
L'équipe de direction de Babcock Wanson prend donc part à l'investissement du FCDE avec l'ambition de devenir un leader européen indépendant spécialisé dans les solutions industrielles clés en mains de gestion de la vapeur dans les industries de process.